# سان دوني - الجامعة (مترو باريس)
سان دوني - الجامعة (بالفرنسية: Saint-Denis – Université)‏ هي محطة مترو تابعة لمترو باريس تقع في فرنسا في سان دوني.[بحاجة لمصدر]